# Ian McKellen
Sir Ian Murray McKellen (sinh ngày 25 tháng 5 năm 1939) là một nam diễn viên sân khấu, điện ảnh nổi tiếng người Anh. Ông từng giành được 1 giải Quả cầu vàng, 6 giải Laurence Olivier, 1 giải Tony, 2 đề cử giải Oscar, 4 đề cử giải BAFTA và 5 đề cử giải Emmy.... Các vai diễn đáng chú ý của ông là vai pháp sư Gandalf trong bộ ba phần phim Chúa tể của những chiếc nhẫn và The Hobbit, vai Sherlock Holmes trong Mr Holmes, vai dị nhân Magneto trong X-Men, vai Leigh Teabing trong Mật mã Da Vinci....
Ian McKellen sinh ra tại Burnley, Lancashire, và lớn lên tại Wigan. Năm 18 tuổi, ông vào học trường Cao đẳng St Catharine, Cambridge.
Ông bắt đầu xuất hiện trong một số vở kịch như Herry IV, Doctor Faustus.... Và từ đó, ông bắt đầu thành công với các vai diễn chuyển thể từ kịch của đại văn hào Shakespeare.
Vai diễn điện ảnh đầu tiên của McKellen là vai George Matthews trong bộ phim A Touch of Love năm 1969. Ông được đề cử giải Oscar đầu tiên năm 1998 với vai chính trong bộ phim Gods and Monsters.
McKellen được đạo diễn Bryan Singer chọn vào vai Magneto trong bộ phim chuyển thể từ loạt truyện tranh nổi tiếng X-men. Ông tiếp tục tham gia 2 phần tiếp theo X-Men: United (2003) và X-Men: The Last Stand (2006). Trong khi quay X-men, ông được chọn vào vai pháp sư Gandalf trong loạt phim điện ảnh Chúa tể của những chiếc nhẫn và The Hobbit, vai diễn nổi tiếng này đem lại rất nhiều thành công cho ông, giúp ông lần thứ 2 được nhận 1 đề cử Oscar dành cho nam diễn viên phụ xuất sắc nhất....
Với những đóng góp về nghệ thuật của mình, Ian McKellen đã được Nữ hoàng Anh phong tước hiệp sĩ năm 1991.

## Đời tư
Ian McKellen là một người vô thần. Vào cuối những năm 1980, McKellen chuyển sang chế độ ăn kiêng thịt động vật ngoại trừ hải sản. Năm 2001, Ian McKellen nhận giải Artist Citizen of the World Award (Pháp).
McKellen được trao bằng Tiến sĩ danh dự của Đại học Cambridge vào ngày 18 tháng 6 năm 2014.
Năm 1988, Ian McKellen công khai mình là người đồng tính. Ông rất nhiệt tình tham gia các hoạt động đòi quyền lợi cho cộng đồng LGBT. Ngoài ra, McKellen cũng đóng góp tích cực cho các công tác từ thiện.

## Danh sách phim và vở kịch tham gia

### Sân khấu
| Năm        | Tựa đề                                                       | Nhân vật                                   | Ghi chú                                                            |
| ---------- | ------------------------------------------------------------ | ------------------------------------------ | ------------------------------------------------------------------ |
| 1964       | A Scent of Flowers                                           | Godrey                                     | Nhà hát Duke of York's                                             |
| 1965       | Much Ado About Nothing                                       | Claudio                                    | National Theatre Old Vic                                           |
| 1965       | Armstrong's Last Goodnight                                   | Protestant Evangelist                      | National Theatre Chichester Festival Theatre                       |
| 1965       | Trelawny of the 'Wells'                                      | Capt. de Foenix                            | National Theatre Chichester Festival Theatre                       |
| 1966       | The Man of Destiny / O'Flaherty V.C.                         | Corporal Napoleon / Private O'Flaherty     | Mermaid Theatre                                                    |
| 1966       | A Lily in Little India                                       | Alvin Hanker                               | Hampstead Theatre                                                  |
| 1966       | Their Very Own and Golden City                               | Andrew Cobham                              | Mermaid Theatre                                                    |
| 1967       | The Promise                                                  | Leonidik                                   | Fortune Theatre Henry Miller's Theatre                             |
| 1968       | The White Liars / Black Comedy                               | Tom / Harold Gorringe                      | Lyric Theatre                                                      |
| 1968–1970  | Richard II                                                   | Richard II                                 | UK tour                                                            |
| 1969       | The Bacchae                                                  | Pentheus                                   | Liverpool Playhouse                                                |
| 1969       | The Prime of Miss Jean Brodie                                | Đạo diễn                                   | Đồng đạo diễn Liverpool Playhouse                                  |
| 1969       | Three Months Gone                                            |                                            | Đạo diễn Liverpool Playhouse                                       |
| 1969–1970  | Edward II                                                    | Edward II                                  | tour nước Anh và châu Âu                                           |
| 1970       | Billy's Last Stand                                           | Darkly                                     | Royal Court Theatre                                                |
| 1970       | The Recruiting Officer                                       | Captain Plume                              | tour nước Anh                                                      |
| 1970       | Chips with Everything                                        | Corporal Hill                              | tour nước Anh                                                      |
| 1971       | Hamlet                                                       | Prince Hamlet                              | tour nước Anh và châu Âu                                           |
| 1971       | The Swan Song                                                | Svetlovidov                                | Crucible Theatre                                                   |
| 1972       | The Real Inspector Hound                                     |                                            | Đạo diễn Phoenix Theatre                                           |
| 1972       | The Erpingham Camp                                           |                                            | Đạo diễn Watford Palace Theatre                                    |
| 1972       | Ruling the Roost / Tis Pity She's a Whore / The Three Arrows | Page-boy / Giovanni / Prince Yoremitsu     | tour Anh                                                           |
| 1973       | A Private Matter                                             |                                            | Đạo diễn Vaudeville Theatre                                        |
| 1973–1974  | The Way of the World / The Wood Demon / Vua Lear             | Lady Wishfort's Footman / Kruschov / Edgar | tour Anh Brooklyn Academy of Music                                 |
| 1974       | Tis Pity She's a Whore                                       | Giovanni                                   | New Wimbledon Theatre                                              |
| 1974       | Dr Faustus                                                   | Dr. Faustus                                | Edinburgh Festival Aldwych Theatre                                 |
| 1974       | The Marquis of Keith                                         | The Marquis of Keith                       | Aldwych Theatre                                                    |
| 1975       | Vua John                                                     | Vua John                                   | Aldwych Theatre                                                    |
| 1975       | The Clandestine Marriage                                     |                                            | Đạo diễn Savoy Theatre                                             |
| 1975       | Ashes                                                        | Colin                                      | Young Vic                                                          |
| 1975       | Too True to Be Good                                          | Aubrey "Popsy" Bagot                       | Royal Shakespeare Theatre Aldwych Theatre Globe Theatre            |
| 1976–1977  | Romeo and Juliet                                             | Romeo                                      | Royal Shakespeare Theatre Aldwych Theatre Theatre Royal, Newcastle |
| 1976       | The Winter's Tale                                            | King Leontes                               | Royal Shakespeare Theatre                                          |
| 1976–1978  | Macbeth                                                      | Macbeth                                    | Royal Shakespeare Theatre Young Vic Donmar Warehouse               |
| 1977–1978  | The Alchemist                                                | Face                                       | Royal Shakespeare Theatre Aldwych Theatre                          |
| 1977       | Every Good Boy Deserves Favour                               | Alexander                                  | Barbican Arts Centre                                               |
| 1977       | Pillars of the Community                                     | Karsten Bernick                            | Aldwych Theatre                                                    |
| 1977       | The Days of the Commune                                      | Langevin                                   | Aldwych Theatre                                                    |
| 1978       | A Miserable and Lonely Death                                 | Kentridge                                  | Aldwych Theatre                                                    |
| 1978–1979  | Twelfth Night / Three Sisters                                | Sir Toby Belch / Andrei                    | Sản xuất tour nước Anh                                             |
| 1979       | Bent                                                         | Max                                        | Royal Court Theatre Criterion Theatre                              |
| 1980–1990  | Acting Shakespeare                                           | Bản thân                                   | tour thế giới                                                      |
| 1980–1981  | Amadeus                                                      | Salieri                                    | Broadhurst Theatre                                                 |
| 1982       | Every Good Boy Deserves Favour                               | Alexander                                  | Barbican Arts Centre                                               |
| 1983       | Short List                                                   | Terry                                      | Hampstead Theatre                                                  |
| 1983       | Cowardice                                                    | Boy                                        | Ambassadors Theatre                                                |
| 1984       | Venice Preserv'd                                             | Pierre                                     | Royal National Theatre                                             |
| 1984       | Wild Honey                                                   | Michael Platonov                           | Royal National Theatre                                             |
| 1984       | Coriolanus                                                   | Gaius Marcius Coriolanus                   | Royal National Theatre                                             |
| 1985       | The Duchess of Malfi                                         | Bosola                                     | Royal National Theatre                                             |
| 1985       | The Real Inspector Hound / The Critic                        | Inspector Hound / Mr. Puff                 | Royal National Theatre                                             |
| 1985       | The Cherry Orchard                                           | Lopakhin                                   | Royal National Theatre                                             |
| 1986–1987  | Wild Honey                                                   | Michael Platonov                           | August Wilson Theatre                                              |
| 1988–1989  | Henceforward...                                              | Jerome                                     | Vaudeville Theatre                                                 |
| 1989       | Othello                                                      | Iago                                       | Royal Shakespeare Theatre Young Vic                                |
| 1990–1992  | Richard III                                                  | Richard III                                | tour thế giới                                                      |
| 1992       | Uncle Vanya                                                  | Uncle Vanya                                | Royal National Theatre                                             |
| 1993–1997  | A Knight Out                                                 | Bản thân                                   | tour Anh & Mỹ                                                      |
| 1997, 1998 | An Enemy of the People                                       | Dr. Tomas Stockmann                        | Royal National Theatre Ahmanson Theatre                            |
| 1997       | Peter Pan                                                    | Mr. Darling/Captain Hook                   | Royal National Theatre                                             |
| 1998       | Present Laughter                                             | Garry Essendine                            | West Yorkshire Playhouse                                           |
| 2001–2004  | Dance of Death                                               | Edgar                                      | Broadhurst Theatre Lyric Theatre Sydney Arts Festival              |
| 2004, 2005 | Aladdin                                                      | Widow Twankie                              | The Old Vic                                                        |
| 2006       | The Cut                                                      | Max                                        | Donmar Warehouse                                                   |
| 2007–2008  | Vua Lear                                                     | Lear                                       | Stratford-upon-Avon Brooklyn Academy of Music New London Theatre   |
| 2007–2008  | The Seagull                                                  | Sorin                                      | Stratford-upon-Avon Brooklyn Academy of Music New London Theatre   |
| 2009–2010  | Waiting for Godot                                            | Estragon                                   | Theatre Royal Haymarket Comedy Theatre, Melbourne Fugard Theatre   |
| 2011       | The Syndicate                                                | Don Antonio                                | Chichester Festival Theatre                                        |
| 2013–2014  | Waiting for Godot / No Man's Land                            | Estragon / Spooner                         | Cort Theatre                                                       |
| 2016       | No Man's Land                                                | Spooner                                    | Wyndham's Theatre                                                  |
| 2017       | Shakespeare, Tolkien, Others and You                         | Bản thân                                   | Park Theatre                                                       |
| 2017–2018  | Vua Lear                                                     | Lear                                       | Chichester Festival Theatre Duke of York's Theatre                 |

### Điện ảnh
| Năm  | Tựa đề                                            | Nhân vật                   | Đạo diễn                                   | Ghi chú                                                     |
| ---- | ------------------------------------------------- | -------------------------- | ------------------------------------------ | ----------------------------------------------------------- |
| 1969 | The Promise                                       | Leonidik                   | Michael Hayes                              |                                                             |
| 1969 | Alfred the Great                                  | Roger                      | Clive Donner                               |                                                             |
| 1969 | A Touch of Love                                   | George Matthews            | Waris Hussein                              |                                                             |
| 1981 | Priest of Love                                    | D. H. Lawrence             | Christopher Miles                          |                                                             |
| 1983 | The Keep                                          | Dr. Theodore Cuza          | Michael Mann                               |                                                             |
| 1985 | Plenty                                            | Sir Andrew Charleson       | Fred Schepisi                              |                                                             |
| 1985 | Zina                                              | Arthur Kronfeld            | Ken McMullen                               |                                                             |
| 1989 | Scandal                                           | John Profumo               | Michael Caton-Jones                        |                                                             |
| 1993 | Six Degrees of Separation                         | Geoffrey Miller            | Fred Schepisi                              |                                                             |
| 1993 | The Ballad of Little Jo                           | Percy Corcoran             | Maggie Greenwald                           |                                                             |
| 1993 | Last Action Hero                                  | Death                      | John McTiernan                             |                                                             |
| 1994 | To Die For                                        | Quilt Documentary Narrator | Peter Litten                               | Lồng tiếng                                                  |
| 1994 | The Shadow                                        | Dr. Reinhardt Lane         | Russell Mulcahy                            |                                                             |
| 1994 | I'll Do Anything                                  | John Earl McAlpine         | James L. Brooks                            |                                                             |
| 1995 | Restoration                                       | Will Gates                 | Michael Hoffman                            |                                                             |
| 1995 | Richard III                                       | Richard III                | Richard Loncraine                          | Tác giả kiêm giám đốc sản xuất                              |
| 1995 | Jack and Sarah                                    | William                    | Tim Sullivan                               |                                                             |
| 1997 | Swept from the Sea                                | Dr. James Kennedy          | Beeban Kidron                              |                                                             |
| 1997 | Bent                                              | Uncle Freddie              | Sean Mathias                               |                                                             |
| 1998 | Gods and Monsters                                 | James Whale                | Bill Condon                                |                                                             |
| 1998 | Apt Pupil                                         | Kurt Dussander             | Bryan Singer                               |                                                             |
| 2000 | X-Men                                             | Erik Lehnsherr / Magneto   | Bryan Singer                               | Đề cử— Blockbuster Entertainment Award for Favorite Villain |
| 2001 | The Lord of the Rings: The Fellowship of the Ring | Gandalf the Grey           | Peter Jackson                              |                                                             |
| 2002 | The Lord of the Rings: The Two Towers             | Gandalf the White          | Peter Jackson                              |                                                             |
| 2003 | The Lord of the Rings: The Return of the King     | Gandalf the White          | Peter Jackson                              |                                                             |
| 2003 | Emile                                             | Emile                      | Carl Bessai                                |                                                             |
| 2003 | X-Men: United                                     | Erik Lehnsherr / Magneto   | Bryan Singer                               | Đề cử— Teen Choice Award for Choice Movie Villain           |
| 2004 | Eighteen                                          | Older Jason Anders         | Richard Bell                               | Lồng tiếng                                                  |
| 2005 | Neverwas                                          | Gabriel Finch              | Joshua Michael Stern                       |                                                             |
| 2005 | Asylum                                            | Dr. Peter Cleave           | David Mackenzie                            |                                                             |
| 2005 | The Magic Roundabout                              | Zebedee                    | Dave Borthwick Jean Duval Frank Passingham | Lồng tiếng                                                  |
| 2006 | Flushed Away                                      | The Toad                   | David Bowers Sam Fell                      | Lồng tiếng                                                  |
| 2006 | The Da Vinci Code                                 | Sir Leigh Teabing          | Ron Howard                                 | Đề cử— Teen Choice Award for Choice Movie Villain           |
| 2006 | X-Men: The Last Stand                             | Erik Lehnsherr / Magneto   | Brett Ratner                               | Đề cử— Teen Choice Award for Choice Movie Villain           |
| 2007 | Stardust                                          | Narrator                   | Matthew Vaughn                             | Lồng tiếng                                                  |
| 2007 | The Golden Compass                                | Iorek Byrnison             | Chris Weitz                                | Lồng tiếng                                                  |
| 2012 | The Hobbit: An Unexpected Journey                 | Gandalf the Grey           | Peter Jackson                              |                                                             |
| 2013 | The Wolverine                                     | Erik Lehnsherr / Magneto   | James Mangold                              | Khách mời                                                   |
| 2013 | The Hobbit: The Desolation of Smaug               | Gandalf the Grey           | Peter Jackson                              |                                                             |
| 2014 | Miss in Her Teens                                 | The Prologue               | Matthew Butler Hart                        |                                                             |
| 2014 | X-Men: Days of Future Past                        | Erik Lehnsherr / Magneto   | Bryan Singer                               |                                                             |
| 2014 | The Hobbit: The Battle of the Five Armies         | Gandalf the Grey           | Peter Jackson                              |                                                             |
| 2015 | Mr. Holmes                                        | Sherlock Holmes            | Bill Condon                                |                                                             |
| 2017 | Beauty and the Beast                              | Cogsworth                  | Bill Condon                                |                                                             |
| 2017 | Animal Crackers                                   | Horatio P. Huntington      | Scott Christian Sava Tony Bancroft         | Lồng tiếng                                                  |
| 2019 | The Good Liar                                     | Roy Courtnay               | Bill Condon                                |                                                             |
| 2019 | Cats                                              | Gus the Theatre Cat        | Tom Hooper                                 |                                                             |
| 2021 | Infinitum: Subject Unknown                        | Dr. Charles Marland-White  | Matthew Butler-Hart                        |                                                             |
| TBA  | Schadenfreude                                     | Continuity Announcer       | Simon Pickup                               |                                                             |

### Truyền hình
| Năm       | Tựa đề                              | Nhân vật                       | Ghi chú                                           |
| --------- | ----------------------------------- | ------------------------------ | ------------------------------------------------- |
| 1964      | The Indian Tales of Rudyard Kipling | Plowden                        | Tập: "The Tomb of His Ancestors"                  |
| 1965      | Sunday Out of Season                | Victor Leech                   | Phim truyền hình                                  |
| 1965      | The Wednesday Play                  | Wolf                           | Tập: "The Trial and Torture of Sir John Rampayne" |
| 1966      | David Copperfield                   | David Copperfield              | 9 Tập                                             |
| 1970      | Solo                                | John Keats                     | Tập: "Ian McKellen as John Keats"                 |
| 1972      | Country Matters                     | David Masterman                | Tập: "Craven Arms"                                |
| 1978      | Jackanory                           | Reader                         | Tập: "The Moon in the Cloud"                      |
| 1980      | Armchair Thriller                   | Anthony Skipling               | Tập: "Dying Day"                                  |
| 1981      | Pillar of Fire                      | Người dẫn chuyện               | Phim tài liệu                                     |
| 1982      | The Scarlet Pimpernel               | Paul Chauvelin                 | Phim truyền hình                                  |
| 1982      | Walter                              | Walter                         | Phim truyền hình                                  |
| 1983      | Walter and June                     | Walter                         | Phim truyền hình                                  |
| 1988      | Windmills of the Gods               | Chairman                       | 2 Tập                                             |
| 1989      | Countdown to War                    | Adolf Hitler                   | Phim truyền hình                                  |
| 1993      | And the Band Played On              | Bill Kraus                     | Phim truyền hình                                  |
| 1995      | Cold Comfort Farm                   | Amos Starkadder                | Phim truyền hình                                  |
| 1996      | Rasputin: Dark Servant of Destiny   | Nicholas II                    | Phim truyền hình                                  |
| 1999      | David Copperfield                   | Mr. Creakle                    | 2 Tập                                             |
| 2003      | The Simpsons                        | Chính mình                     | Lồng tiếng Tập: "The Regina Monologues"           |
| 2005      | Coronation Street                   | Mel Hutchwright/Lionel Hipkiss | 10 Tập                                            |
| 2006      | Extras                              | Bản thân                       | Tập: "Sir Ian McKellen"                           |
| 2008      | Vua Lear                            | Vua Lear                       | Phim truyền hình                                  |
| 2009      | The Prisoner                        | Number Two                     | 6 Tập                                             |
| 2012      | Doctor Who                          | The Great Intelligence         | Lồng tiếng Tập: "The Snowmen"                     |
| 2013–2016 | Vicious                             | Freddie Thornhill              | 14 Tập                                            |
| 2015      | The Dresser                         | Norman                         | Phim truyền hình                                  |
| 2018      | Family Guy                          | Dr. Cecil Pritchfield          | Lồng tiếng Tập: "Send in Stewie, Please"          |